# Andhra University
Andhra University är ett universitet i Indien.   Det ligger i distriktet Vishākhapatnam och delstaten Andhra Pradesh, i den sydöstra delen av landet. Andhra University ligger 63 meter över havet.